# 漢普頓 (新罕布什爾州)
漢普頓（英語：Hampton）是一個位於美國新罕布什爾州羅京安縣的鎮。

## 人口
根據2020年美國人口普查的數據，漢普頓的面積為37.90平方千米，當中陸地面積為33.40平方千米，而水域面積為4.50平方千米。當地共有人口16214人，而人口密度為每平方千米428人。